# Critics' Choice Television Award de la meilleure actrice dans un second rôle dans une série télévisée dramatique
Le Critics' Choice Television Award de la meilleure actrice dans un second rôle dans une série télévisée dramatique (Critics' Choice Television Award for Best Drama Supporting Actress) est l'une des récompenses décernées aux professionnels de l'industrie du cinéma par le jury de la Broadcast Television Journalists Association depuis 2011.

## Palmarès

### Années 2010
- 2011 : (ex æquo)
  - Christina Hendricks pour le rôle de Joan Harris dans Mad Men
  - Margo Martindale pour le rôle de Mags Bennett dans Justified
    - Michelle Forbes pour le rôle de Mitch Larsen dans The Killing
    - Kelly Macdonald pour le rôle de Margaret Schroeder dans Boardwalk Empire
    - Archie Panjabi pour le rôle de Kalinda Sharma dans The Good Wife
    - Chloë Sevigny pour le rôle de Nicolette Grant dans Big Love

- 2012 : Christina Hendricks pour le rôle de Joan Harris dans Mad Men
  - Christine Baranski pour le rôle de Diane Lockhart dans The Good Wife
  - Anna Gunn pour le rôle de Skyler White dans Breaking Bad
  - Regina King pour le rôle de l'inspecteur Lydia Adams dans Southland
  - Kelly Macdonald pour le rôle de Margaret Schroeder dans Boardwalk Empire
  - Maggie Siff pour le rôle de Tara Knowles dans Sons of Anarchy

- 2013 : Monica Potter pour le rôle de Kristina Braverman dans Parenthood
  - Jennifer Carpenter pour le rôle de Debra Morgan dans Dexter
  - Emilia Clarke pour le rôle de Daenerys Targaryen dans Game of Thrones
  - Anna Gunn pour le rôle de Skyler White dans Breaking Bad
  - Regina King pour le rôle de l'inspecteur Lydia Adams dans Southland
  - Abigail Spencer pour le rôle d'Amantha Holden dans Rectify

- 2014 : Bellamy Young pour le rôle de Melody "Mellie" Grant dans Scandal
  - Christine Baranski pour le rôle de Diane Lockhart dans The Good Wife
  - Anna Gunn pour le rôle de Skyler White dans Breaking Bad
  - Annet Mahendru pour le rôle de Nina Sergeevna dans The Americans
  - Melissa McBride pour le rôle de Carol Peletier dans The Walking Dead
  - Maggie Siff pour le rôle du Dr Tara Knowles-Teller dans Sons of Anarchy

- 2015 : Lorraine Toussaint pour le rôle de Yvonne "Vee" Parker dans Orange Is the New Black
  - Christine Baranski pour le rôle de Diane Lockhart dans The Good Wife
  - Joelle Carter pour le rôle d'Ava Crowder dans Justified
  - Carrie Coon pour le rôle de Nora Durst dans The Leftovers
  - Mae Whitman pour le rôle d'Amber Holt dans Parenthood
  - Katheryn Winnick pour le rôle de Lagertha dans Vikings

- 2016 : Constance Zimmer pour le rôle de Quinn King dans UnREAL
  - Ann Dowd pour le rôle de Patti Levin dans The Leftovers
  - Regina King pour le rôle d'Erika Murphy dans The Leftovers
  - Helen McCrory pour le rôle d'Evelyn Poole dans Penny Dreadful
  - Hayden Panettiere pour le rôle de Juliette Barnes dans Nashville
  - Maura Tierney pour le rôle d'Helen Solloway dans The Affair

- 2016 : Thandie Newton pour le rôle de Maeve Millay dans Westworld
  - Christine Baranski pour le rôle de Diane Lockhart dans The Good Wife
  - Emilia Clarke pour le rôle de Daenerys Targaryen dans Game of Thrones
  - Lena Headey pour le rôle de Cersei Lannister dans Game of Thrones
  - Maura Tierney pour le rôle d'Helen Solloway dans The Affair
  - Constance Zimmer pour le rôle de Quinn King dans UnREAL

- 2018 : Ann Dowd pour le rôle de Aunt Lydia dans The Handmaid's Tale : La Servante écarlate
  - Gillian Anderson pour le rôle de Media dans American Gods
  - Emilia Clarke pour le rôle de Daenerys Targaryen dans Game of Thrones
  - Cush Jumbo pour le rôle de Lucca Quinn dans The Good Fight
  - Margo Martindale pour le rôle d'Audrey Bernhardt dans Sneaky Pete
  - Chrissy Metz pour le rôle de Kate Pearson dans This Is Us

- 2019 : Thandie Newton pour le rôle de Maeve Millay dans Westworld
  - Julia Garner pour le rôle de Ruth Langmore dans Ozark
  - Rhea Seehorn pour le rôle de Kim Wexler dans Better Call Saul
  - Dina Shihabi pour le rôle de Hanin Ali dans Jack Ryan
  - Yvonne Strahovski pour le rôle de Serena Joy Waterford dans The Handmaid's Tale : La Servante écarlate
  - Holly Taylor pour le rôle de Paige Jennings dans The Americans

### Années 2020
- 2020 : Jean Smart pour le rôle de Laurie Blake dans Watchmen
  - Helena Bonham Carter pour le rôle de Margaret du Royaume-Uni The Crown
  - Gwendoline Christie pour le rôle de Brienne of Tarth dans Game of Thrones
  - Laura Dern pour le rôle de Renata Klein dans Big Little Lies
  - Audra McDonald pour le rôle de Liz Lawrence dans The Good Fight
  - Meryl Streep pour le rôle de Mary Louise Wright dans Big Little Lies
  - Susan Kelechi Watson pour le rôle de Beth (Clarke) Pearson dans This Is Us

- 2021 : Gillian Anderson pour le rôle de Margaret Thatcher dans The Crown
  - Cynthia Erivo pour le rôle de Holly Gibney dans The Outsider
  - Julia Garner pour le rôle de Ruth Langmore dans Ozark
  - Janet McTeer pour le rôle d'Helen Pierce dans Ozark
  - Wunmi Mosaku pour le rôle de Ruby Baptiste dans Lovecraft Country
  - Rhea Seehorn pour le rôle de Kim Wexler dans Better Call Saul

- 2022 : Sarah Snook – Succession
  - Christine Lahti – Evil
  - Andrea Martin – Evil
  - Audra McDonald – The Good Fight
  - J. Smith-Cameron – Succession
  - Susan Kelechi Watson – This Is Us

- 2023 : Jennifer Coolidge – The White Lotus
  - Milly Alcock – House of the Dragon
  - Carol Burnett – Better Call Saul
  - Julia Garner – Ozark
  - Audra McDonald – The Good Fight
  - Rhea Seehorn – Better Call Saul

- 2024 : Elizabeth Debicki pour le rôle de Diana Spencer dans The Crown
  - Nicole Beharie pour le rôle de Christine Hunter dans The Morning Show
  - Sophia Di Martino pour le rôle de Sylvie Loki
  - Celia Rose Gooding pour le rôle de Nyota Uhura dans Star Trek: Strange New Worlds
  - Karen Pittman pour le rôle de Mia Jordan dans The Morning Show
  - Christina Ricci pour le rôle de Misty Quigley dans Yellowjackets

- 2025 : Moeka Hoshi pour le rôle de Usami Fuji dans Shōgun
  - Allison Janney pour le rôle de Grace Penn dans La Diplomate (The Diplomat)
  - Nicole Kidman pour le rôle de Kaitlyn Meade dans Opérations Spéciales : Lioness (Special Ops: Lioness)
  - Skye P. Marshall pour le rôle de Olympia Lawrence dans Matlock
  - Anna Sawai pour le rôle de Naomi dans Pachinko
  - Fiona Shaw pour le rôle de Angelica Muldoon dans Bad Sisters

## Statistiques

### Récompenses multiples
2 : Christina Hendricks
2 : Thandie Newton

### Nominations multiples
4 : Christine Baranski
3 : Emilia Clarke, Anna Gunn, Regina King
2 : Ann Dowd, Christina Hendricks, Kelly Macdonald, Margo Martindale, Maggie Siff, Maura Tierney, Constance Zimmer, Thandie Newton